# Mittelholstein

Die Landesteile Holstein und Schleswig

Mittelholstein ist die Bezeichnung für die Landschaft im Zentrum Schleswig-Holsteins in etwa gelegen zwischen den Städten Rendsburg – Kiel – Neumünster – Itzehoe.
Der Begriff wird neben der Nutzung im Tourismus inzwischen von verschiedenen Unternehmen, Verbänden und Einrichtungen im Namen geführt, auch wenn er etwas irreführend ist, denn bei Rendsburg beginnt bereits der Landesteil Schleswig.
Zum 1. Januar 2012 entstand im Zuge der Verwaltungsstrukturreform das Amt Mittelholstein, in dem das Amt Aukrug, die Gemeinde Hohenwestedt, das Amt Hohenwestedt-Land und das Amt Hanerau-Hademarschen, zusammengefasst wurden. Zudem besteht die Sparkasse Mittelholstein mit Sitz in Rendsburg.